# Fáma o smrti Martina Šmída
Fáma o smrti Martina Šmída sehrála velkou úlohu v sametové revoluci v roce 1989.
Zprávu, že při večerním policejním zásahu proti studentské demonstraci 17. listopadu 1989 zemřel student Martin Šmíd, přinesla Drahomíra Dražská, vrátná na vysokoškolských kolejích v Praze-Troji. Zpráva se postupně rozšířila (Petr Uhl volal do rádia Svobodná Evropa, Michael Žantovský do Reuters) do tiskových agentur (ze začátku ještě s upozorněním, že se jedná o nepotvrzenou zprávu). Zveřejnění zprávy o smrti studenta vyvolalo ve společnosti velké pohoršení a přispělo k pádu komunistického režimu v Československu.
Zabitou obětí měl být student Matematicko-fyzikální fakulty Univerzity Karlovy. Na dané škole studovaly dvě osoby tohoto jména, dokonce ve stejném (druhém) ročníku, ani jednomu se však 17. listopadu nic nestalo (jeden na demonstraci vůbec nebyl, druhý z ní odešel ještě před zásahem).
K rozšíření fámy přispěla i přítomnost ležícího bezvládného těla po zásahu. Jednalo se o příslušníka Státní bezpečnosti (StB), poručíka Ludvíka Zifčáka, který byl pod jménem Milan Růžička nasazen do studentského hnutí, aby StB přinášel informace z tohoto prostředí. V průběhu zásahu byl udeřen do předloktí a v důsledku nervového vypětí asi na deset minut omdlel, což podpořilo fámy o zabití studenta. Zifčák byl poté ošetřen v nemocnici a v následujících dnech se opět pohyboval mezi studenty a účastnil se demonstrací.
Motivace Drahomíry Dražské byla dlouho předmětem spekulací. Podle zastánců konspiračních teorií byla celá akce provokací Státní bezpečnosti, která Dražskou k šíření dezinformace navedla. Sama Dražská v rozhovoru v roce 2009 prohlásila, že si zprávu o zabití studenta vymyslela ze vzteku a bezmoci, když v nemocnici čekala na ošetření (byla při zákroku lehce zraněna), a odmítla, že by byla spolupracovnicí StB.
Bývalý příslušník StB Ludvík Zifčák později opakovaně tvrdil, že úlohu mrtvého studenta sehrál úmyslně. V roce 2009 v jednom rozhovoru například Zifčák uvedl, že u StB měl na starosti studentské hnutí a podílel se na založení „Nezávislého studentského hnutí“, které demonstraci na Albertově svolalo a tuto informaci předalo do Svobodné Evropy (dle Zifčáka financované CIA) a Hlasu Ameriky. Dále prohlašoval, že měl s kolegy úkol průvod navést směrem na Václavské náměstí a sehrát mrtvého studenta, což údajně přiznal také Zifčákův nadřízený major Petr Žák. Šiření zprávy měla zajistit Drahomíra Dražská, která byla údajně členem Zifčákovy skupiny. Vyšetřovací komise Federálního shromáždění pro objasnění událostí 17. listopadu 1989 Zifčákova tvrzení označila za „opakovanou snahu přisuzovat své osobě a reálným událostem podstatně jiný význam, než jaký ve skutečnosti měly“. Sám Zifčák při výslechu na vojenské prokuratuře v roce 1990 uvedl, že si vymýšlí, na veřejnosti ale dále šířil svou verzi událostí.